# Ionel G. Brătianu
Ionel G. Brătianu (n. 19 ianuarie 1885, Craiova — d. 31 martie 1921, Sinaia) a fost un compozitor și muzicolog român. Este autorul binecunoscutelor cântece patriotice „Pui de lei” (pe versuri de Ioan S. Nenițescu) și „Imnul eroilor” (cu un text de Iuliu Roșca Dormidont), dar și al unora dintre primele compoziții pe versurile poetului Mihai Eminescu.